# J-VILLAGE
37°14′39″N 141°00′07″E / 37.244174°N 141.001834°E
J-VILLAGE（日语：Jヴィレッジ），是日本的一處體育設施，位於福島縣濱通南部、双葉郡廣野町與楢葉町，在1997年啟用。此設施是日本足球界第一個也是最大規模的國家訓練中心。J-VILLAGE由日本足球協會、日本職業足球聯盟、福島縣政府以及東京電力共同出資成立的J-VILLAGE股份有限公司（株式会社Jヴィレッジ）負責營運管理。
2011年3月發生福島第一核電廠事故後，離該電廠直線距離僅20公里的J-VILLAGE被日本政府用作事故處理對應據點，因此於同年3月15日到2013年6月30日全面關閉、停止足球訓練用途。由於日本將主辦2020年奧運及帕運，以東京電力為主體的災後復興事業將恢復J-VILLAGE原本的體育訓練用途做為目標，以便於國家代表隊備戰奧運、帕運。2018年7月28日起部份重開，同年9月8日起啟用新的全天候練習場，2019年4月20日起全面恢復營運。
2019年12月17日，第32屆夏季奧林匹克運動會的組織委員會正式決定以J-VILLAGE做為奧運聖火傳遞活動在日本境內的起站，聖火會在2020年3月26日從此地出發。

## 另見
- J-Village車站

## 外部連結
- （日語）J-ヴィレッジ （页面存档备份，存于）
- （日語）Jヴィレッジ スタッフブログ （页面存档备份，存于）
- （日語）レストラン アルパインローズ （页面存档备份，存于）